# Eugeniu Ghiță
Eugeniu Ghiță (n. 10 martie 1935) este un fost deputat român în legislatura 1990-1992, ales în județul Brașov pe listele partidului Ecologist-SD.